# Amphylaeus flavicans
Amphylaeus flavicans är en biart som beskrevs av Houston 1975. Amphylaeus flavicans ingår i släktet Amphylaeus och familjen korttungebin. Inga underarter finns listade i Catalogue of Life.